# Бошку, Хараламб
Хараламб Бошку (алб. Harallamb Boshku, род. 1953) — албанский шахматист, мастер ФИДЕ.
Призер чемпионатов Албании.
В составе сборной Албании участник трех шахматных олимпиад (1990, 2008 и 2010 гг.). Единственный албанский шахматист, который не был чемпионом страны, но выступал на 1-й доске национальной сборной (на олимпиаде 2008 г.).
В 1990 г. представлял Албанию в зональном турнире.

## Основные спортивные результаты
| Год  | Город          | Соревнование                                   | + | − | = | Результат | Место |
| ---- | -------------- | ---------------------------------------------- | - | - | - | --------- | ----- |
| 1990 | Неа-Макри      | Зональный турнир                               |   |   |   | 6 из 15   | 10    |
|      | Нови-Сад       | XXIX Олимпиада (сборная Албании, 2-я доска)    | 2 | 4 | 6 | 5 из 12   |       |
| 2008 | Дрезден        | XXXVIII Олимпиада (сборная Албании, 1-я доска) | 4 | 4 | 2 | 5 из 10   |       |
| 2010 | Ханты-Мансийск | XXXIX Олимпиада (сборная Албании, 4-я доска)   | 4 | 5 | 2 | 5 из 11   |       |